# آی‌ان‌اس ستپورا (اف۴۸)
آی‌ان‌اس ستپورا (اف۴۸) (به انگلیسی: INS Satpura (F48)) یک کشتی است که طول آن ۱۴۲٫۵ متر (۴۶۸ فوت) می‌باشد. این کشتی در سال ۲۰۰۴ ساخته شد.